# Bernische Staatsbahn
Die Bernische Staatsbahn (BSB) war eine Bahngesellschaft in der Schweiz. Die BSB war Eigentum des Kantons Bern und die erste Staatsbahn der Schweiz.

## Geschichte

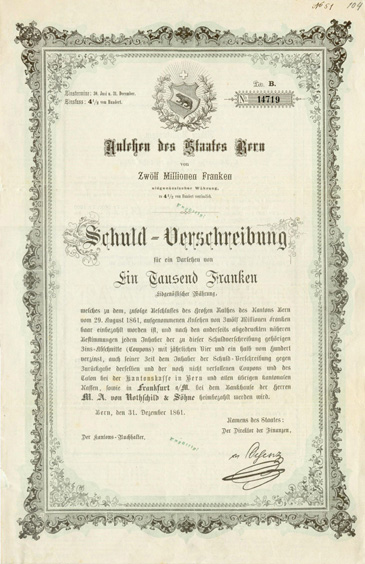
Staatsanleihe der Bernischen Staatsbahn

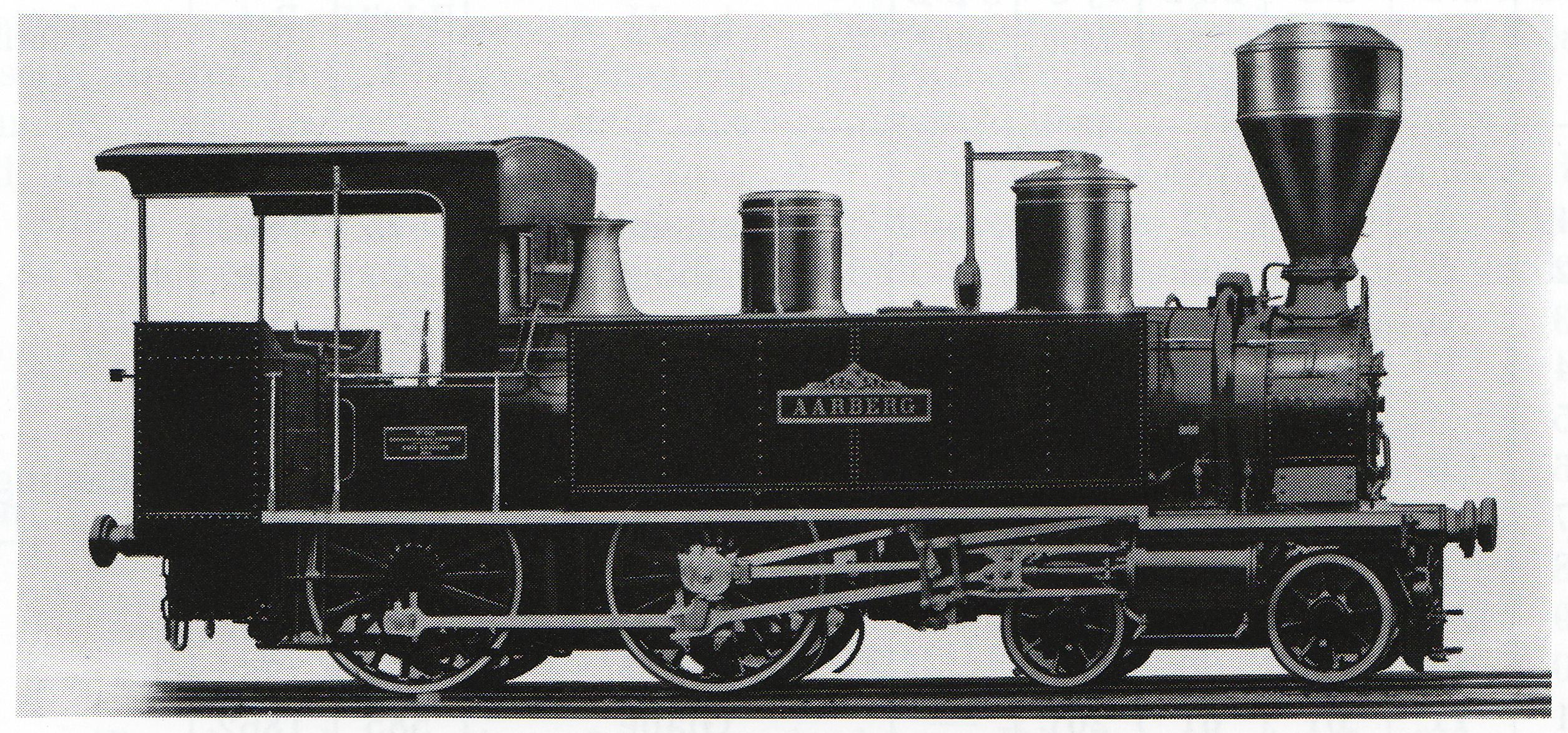
Personenzuglokomotive Nr. 12 Aarberg/Bueren, gebaut 1864 in der Maschinenfabrik Esslingen

Die BSB entstand 1861 aus der Konkursmasse der Schweizerischen Ostwestbahn (OWB), die trotz fehlender Finanzierung mit dem Bau einer Linie La Neuveville–Biel–Bern–Gümligen–Langnau–Luzern–Zug–Zürich begonnen hatte. Mit Rücksicht auf die bereits überwiesenen Subventionen von 2 Millionen Franken entschloss sich der Staat Bern, den unvollendeten bernischen Streckenanteil für 7 Millionen Franken zu übernehmen.
Das Schienennetz der BSB bestand zunächst nur aus der noch von der OWB eröffneten Strecke La Neuveville–Biel, die bis 1864 an die Schweizerische Centralbahn (SCB) verpachtet wurde. Bis zu diesem Zeitpunkt besass die BSB kein eigenes Rollmaterial. Am 1. Juni 1864 konnten die Strecken Biel–Zollikofen (–Bern) und (Bern–) Gümligen–Langnau in Betrieb genommen werden. Damit die BSB 1864 den Eigenbetrieb aufnehmen konnte, beschaffte sie 12 Lokomotiven, 39 Personenwagen und 130 Güterwagen.
1875 erwarb die neu eröffnete Bern-Luzern-Bahn (BLB) die Stichstrecke Gümligen–Langnau für 7,34 Millionen Franken. Durch die durchgehende Verbindung nach Luzern hoffte man, die Rentabilität der Strecke zu verbessern. Wegen überhöhter Baukosten war jedoch 1876 die BLB zahlungsunfähig und wurde 1877 vom Kanton Bern für 8,5 Millionen Franken ersteigert. Gleichzeitig wurde die BSB aufgelöst und der Abschnitt Zollikofen–Biel–La Neuveville gegen Aktien im Wert von 11,56 Millionen Franken an die Chemins de fer du Jura bernois (JB) veräussert.
Finanziell war die BSB recht erfolgreich. Von 1864 bis 1877 flossen über 6,2 Millionen Franken als Gewinn in die Staatskasse.

## Rollmaterial
Liste der Lokomotiven, die bei der BSB eingesetzt wurden:
| Bezeichnung                                         | BSB-Nr. | BSB-Name       | BLB-Nr. ab 1875 | JB-Nr. ab 1877 | JS-Nr. ab 1890 | Hersteller | Baujahr | ausrangiert |
| --------------------------------------------------- | ------- | -------------- | --------------- | -------------- | -------------- | ---------- | ------- | ----------- |
| ab 1873: A ab 1874: I ab 1887: A2 (ab 1902: Ec 2/4) | 1       | Bund           | 1               | 1              | 1              | Esslingen  | 1863    | 1895        |
| ab 1873: A ab 1874: I ab 1887: A2 (ab 1902: Ec 2/4) | 2       | Seeland        | 2               | 2              | 2              | Esslingen  | 1863    | 1895        |
| ab 1873: A ab 1874: I ab 1887: A2 (ab 1902: Ec 2/4) | 3       | Mittelland     | 3               | 3              | –              | Esslingen  | 1863    | 1888        |
| ab 1873: A ab 1874: I ab 1887: A2 (ab 1902: Ec 2/4) | 4       | Oberaargau     | 4               | 4              | –              | Esslingen  | 1863    | 1889        |
| ab 1873: A ab 1874: I ab 1887: A2 (ab 1902: Ec 2/4) | 5       | Emmenthal      | 5               | 5              | –              | Esslingen  | 1863    | 1888        |
| ab 1873: A ab 1874: I ab 1887: A2 (ab 1902: Ec 2/4) | 6       | Jura           | 6               | 6              | 6              | Esslingen  | 1864    | 1890        |
| ab 1873: A ab 1874: I ab 1887: A2 (ab 1902: Ec 2/4) | 7       | Oberland       | 7               | 7              | –              | Esslingen  | 1864    | 1888        |
| ab 1873: A ab 1874: I ab 1887: A2 (ab 1902: Ec 2/4) | 8       | Bern           | 8               | 8              | –              | Esslingen  | 1864    | 1889        |
| ab 1873: A ab 1874: I ab 1887: A2 (ab 1902: Ec 2/4) | 9       | Biel/Nidau     | 9               | 9              | 9              | Esslingen  | 1864    | 1896        |
| ab 1873: A ab 1874: I ab 1887: A2 (ab 1902: Ec 2/4) | 10      | Neuenstadt     | 10              | 10             | –              | Esslingen  | 1864    | 1895        |
| ab 1873: A ab 1874: I ab 1887: A2 (ab 1902: Ec 2/4) | 11      | Langnau        | 11              | 11             | –              | Esslingen  | 1864    | 1888        |
| ab 1873: A ab 1874: I ab 1887: A2 (ab 1902: Ec 2/4) | 12      | Aarberg/Bueren | 12              | 12             | –              | Esslingen  | 1864    | 1896        |